# Pom d'api
Ne doit pas être confondu avec Pomme d'api.
Pom d’Api est une marque française de chaussures pour enfants appartenant au groupe Shoemakers, un groupe familial qui regroupe également les marques Shoo Pom, ainsi que les licences Tartine et Chocolat Souliers et Bon Ton Shoes.
Créée en France, Pom d’Api s’appuie sur un savoir-faire centenaire dans la chaussure enfant. Le groupe Shoemakers est basé à Chambretaud, en Vendée, où il possède son propre bureau d’études. Ce studio de création rassemble une équipe de patronniers et de modélistes qui imaginent chaque saison près de 100 modèles, dont la moitié est retenue pour intégrer les collections.
Le processus de développement comprend l’étude des tendances, le choix des matières et des couleurs, la fabrication des prototypes dans l’atelier vendéen, puis la production en série dans une usine située en Tunisie, entièrement intégrée au groupe. Les équipes internes assurent le suivi global de chaque modèle, depuis sa conception jusqu’à sa mise en boîte.
Les collections Pom d’Api sont distribuées via un réseau international de revendeurs multimarques, ainsi que dans les boutiques de la marque, implantées dans plusieurs grandes villes en France et à l’étranger.
Pom d’Api est reconnue pour la qualité de ses produits, son exigence technique (notamment sur les modèles premiers-pas), et son positionnement haut de gamme sur le marché international de la chaussure pour enfants.